# Nuoto ai campionati europei di nuoto 2020 - 100 metri rana femminili
La specialità dei 100 metri rana femminili  dei campionati europei di nuoto 2020 si è svolta il 18 e 19 maggio 2021 presso la Duna Aréna di Budapest.

## Podio
| Pos.    | Atleta              | Nazione |
| ------- | ------------------- | ------- |
| Oro     | Sophie Hansson      | Svezia  |
| Argento | Arianna Castiglioni | Italia  |
| Bronzo  | Martina Carraro     | Italia  |

## Record
Prima della manifestazione il record del mondo (RM), il record europeo (EU) e il record dei campionati (RC) erano i seguenti.
|  | 1'04"13 | Lilly King     | 25 luglio 2017 Budapest   |
|  | 1'04"35 | Rūta Meilutytė | 29 luglio 2013 Barcellona |
|  | 1'05"53 | Julija Efimova | 5 agosto 2018 Glasgow     |

## Risultati

### Batterie
| Pos. | Batteria | Corsia | Atleta                  | Nazionalità | Tempo   | Note |
| ---- | -------- | ------ | ----------------------- | ----------- | ------- | ---- |
| 1    | 6        | 5      | Arianna Castiglioni     | Italia      | 1'05"98 | Q    |
| 2    | 5        | 4      | Martina Carraro         | Italia      | 1'06"26 | Q    |
| 3    | 4        | 5      | Sophie Hansson          | Svezia      | 1'06"34 | Q    |
| 3    | 4        | 4      | Benedetta Pilato        | Italia      | 1'06"34 |      |
| 5    | 3        | 7      | Emelie Fast             | Svezia      | 1'06"64 | Q    |
| 6    | 5        | 5      | Evgeniia Chikunova      | Russia      | 1'06"76 | Q    |
| 7    | 5        | 3      | Sarah Vasey             | Regno Unito | 1'06"85 | Q    |
| 8    | 4        | 3      | Lisa Mamie              | Svizzera    | 1'06"86 | Q    |
| 9    | 5        | 6      | Molly Renshaw           | Regno Unito | 1'06"93 | Q    |
| 10   | 6        | 4      | Julija Efimova          | Russia      | 1'06"97 | Q    |
| 10   | 6        | 3      | Mona McSharry           | Irlanda     | 1'06"97 | Q    |
| 12   | 6        | 6      | Jessica Vall            | Spagna      | 1'07"03 | Q    |
| 13   | 5        | 7      | Lisa Angiolini          | Italia      | 1'07"04 |      |
| 14   | 6        | 2      | Eneli Jefimova          | Estonia     | 1'07"15 | Q    |
| 15   | 4        | 2      | Ida Hulkko              | Finlandia   | 1'07"25 | Q    |
| 16   | 6        | 7      | Tes Schouten            | Paesi Bassi | 1'07"45 | Q    |
| 17   | 4        | 6      | Tatiana Belonogoff      | Russia      | 1'07"65 |      |
| 18   | 4        | 9      | Anastasia Gorbenko      | Israele     | 1'07"67 | Q    |
| 19   | 3        | 2      | Maria Romanjuk          | Estonia     | 1'08"09 | QSO  |
| 19   | 6        | 1      | Kotryna Teterevkova     | Lituania    | 1'08"09 | QSO  |
| 21   | 4        | 7      | Jessica Steiger         | Germania    | 1'08"31 |      |
| 22   | 4        | 0      | Dominika Sztandera      | Polonia     | 1'08"52 |      |
| 23   | 2        | 2      | Veera Kivirinta         | Finlandia   | 1'08"59 |      |
| 23   | 6        | 0      | Rosey Metz              | Paesi Bassi | 1'08"59 |      |
| 25   | 3        | 3      | Marina García Urzainqui | Spagna      | 1'08"69 |      |
| 26   | 6        | 8      | Petra Halmai            | Ungheria    | 1'08"70 |      |
| 27   | 3        | 0      | Viktoriya Zeynep Güneş  | Turchia     | 1'08"83 |      |
| 28   | 1        | 5      | Klara Thormalm          | Svezia      | 1'08"92 |      |
| 29   | 2        | 6      | Clara Rybak-Andersen    | Danimarca   | 1'08"99 |      |
| 29   | 5        | 2      | Maria Temnikova         | Russia      | 1'08"99 |      |
| 31   | 4        | 8      | Ema Rajić               | Croazia     | 1'09"01 |      |
| 31   | 4        | 1      | Tjaša Vozel             | Slovenia    | 1'09"01 |      |
| 33   | 3        | 5      | Thea Blomsterberg       | Danimarca   | 1'09"10 |      |
| 34   | 5        | 9      | Bente Fischer           | Germania    | 1'09"32 |      |
| 35   | 5        | 8      | Diana Petkova           | Bulgaria    | 1'09"34 |      |
| 36   | 2        | 4      | Andrea Podmaníková      | Slovacchia  | 1'09"38 |      |
| 37   | 2        | 0      | Anastasia Basisto       | Moldavia    | 1'09"49 |      |
| 38   | 2        | 3      | Josephine Dumont        | Belgio      | 1'09"61 |      |
| 39   | 5        | 1      | Jenna Laukkanen         | Finlandia   | 1'09"62 |      |
| 40   | 3        | 6      | Kristýna Horská         | Rep. Ceca   | 1'09"64 |      |
| 41   | 2        | 7      | Eva Kummen              | Norvegia    | 1'09"86 |      |
| 42   | 3        | 1      | Hannah Brunzell         | Svezia      | 1'09"93 |      |
| 43   | 1        | 4      | Victoria Kaminskaya     | Portogallo  | 1'10"03 |      |
| 44   | 2        | 9      | Raquel Pereira          | Portogallo  | 1'10"04 |      |
| 45   | 6        | 9      | Anna Sztankovics        | Ungheria    | 1'10"19 |      |
| 46   | 5        | 0      | Eszter Békési           | Ungheria    | 1'10"36 |      |
| 47   | 1        | 7      | Stina Kajsa Colleou     | Norvegia    | 1'10"43 |      |
| 48   | 1        | 6      | Hazal Özkan             | Turchia     | 1'10"44 |      |
| 49   | 1        | 0      | Ana Blažević            | Croazia     | 1'10"57 |      |
| 50   | 3        | 8      | Lea Polonsky            | Israele     | 1'10"60 |      |
| 51   | 1        | 8      | Maria Drasidou          | Grecia      | 1'10"80 |      |
| 52   | 2        | 8      | Arina Sisojeva          | Lettonia    | 1'10"91 |      |
| 53   | 3        | 4      | Laura Lahtinen          | Finlandia   | 1'10"93 |      |
| 54   | 1        | 1      | Alíz Kalmár             | Ungheria    | 1'10"95 |      |
| 55   | 1        | 3      | Nina Vadovičová         | Slovacchia  | 1'10"97 |      |
| 56   | 1        | 2      | Nikoleta Trníková       | Slovacchia  | 1'11"14 |      |
| 57   | 2        | 5      | Kim Herkle              | Germania    | 1'11"57 |      |
| 58   | 3        | 9      | Fleur Vermeiren         | Belgio      | 1'11"84 |      |
| 59   | 1        | 9      | Nàdia Tudó              | Andorra     | 1'14"41 |      |
|      | 2        | 1      | Alina Tkachenko         | Ucraina     | dq      |      |

#### Swim-off
| Pos. | Corsia | Atleta              | Nazionalità | Tempo   | Note |
| ---- | ------ | ------------------- | ----------- | ------- | ---- |
| 1    | 5      | Kotryna Teterevkova | Lituania    | 1'07"33 | Q    |
| 2    | 4      | Maria Romanjuk      | Estonia     | 1'07"68 |      |

### Semifinali
| Pos. | Batteria | Corsia | Atleta              | Nazionalità | Tempo   | Note |
| ---- | -------- | ------ | ------------------- | ----------- | ------- | ---- |
| 1    | 2        | 5      | Sophie Hansson      | Svezia      | 1'05"69 | Q    |
| 2    | 1        | 4      | Martina Carraro     | Italia      | 1'06"09 | Q    |
| 3    | 1        | 6      | Molly Renshaw       | Regno Unito | 1'06"21 | Q    |
| 4    | 2        | 4      | Arianna Castiglioni | Italia      | 1'06"24 | Q    |
| 4    | 2        | 2      | Julija Efimova      | Russia      | 1'06"24 | Q    |
| 6    | 1        | 2      | Mona McSharry       | Irlanda     | 1'06"42 | q    |
| 7    | 1        | 7      | Eneli Jefimova      | Estonia     | 1'06"47 | q    |
| 8    | 1        | 3      | Sarah Vasey         | Regno Unito | 1'06"53 | q    |
| 9    | 2        | 3      | Evgeniia Chikunova  | Russia      | 1'06"60 |      |
| 10   | 2        | 1      | Ida Hulkko          | Finlandia   | 1'06"73 |      |
| 11   | 2        | 8      | Anastasia Gorbenko  | Israele     | 1'06"74 |      |
| 12   | 2        | 6      | Lisa Mamie          | Svizzera    | 1'06"77 |      |
| 13   | 2        | 7      | Jessica Vall        | Spagna      | 1'06"93 |      |
| 14   | 1        | 8      | Kotryna Teterevkova | Lituania    | 1'07"36 |      |
| 15   | 1        | 1      | Tes Schouten        | Paesi Bassi | 1'07"39 |      |
| 16   | 1        | 5      | Emelie Fast         | Svezia      | 1'07"85 |      |

### Finale
| Pos.    | Corsia | Atleta              | Nazionalità | Tempo   | Note |
| ------- | ------ | ------------------- | ----------- | ------- | ---- |
| Oro     | 4      | Sophie Hansson      | Svezia      | 1'05"69 |      |
| Argento | 6      | Arianna Castiglioni | Italia      | 1'06"13 |      |
| Bronzo  | 5      | Martina Carraro     | Italia      | 1'06"21 |      |
| 4       | 2      | Julija Efimova      | Russia      | 1'06"33 |      |
| 5       | 3      | Molly Renshaw       | Regno Unito | 1'06"35 |      |
| 6       | 8      | Sarah Vasey         | Regno Unito | 1'06"42 |      |
| 7       | 7      | Mona McSharry       | Irlanda     | 1'06"58 |      |
| 8       | 1      | Eneli Jefimova      | Estonia     | 1'06"83 |      |